# (100756) 1998 FM5
(100756) 1998 FM5 es un asteroide que forma parte de los asteroides Amor descubierto el 24 de marzo de 1998 por el equipo del Near Earth Asteroid Tracking desde el Observatorio de Haleakala, Hawái, Estados Unidos.

## Designación y nombre
Designado provisionalmente como 1998 FM5.

## Características orbitales
1998 FM5 está situado a una distancia media del Sol de 2,269 ua, pudiendo alejarse hasta 3,522 ua y acercarse hasta 1,017 ua. Su excentricidad es 0,551 y la inclinación orbital 11,52 grados. Emplea 1249,13 días en completar una órbita alrededor del Sol.

## Características físicas
La magnitud absoluta de 1998 FM5 es 16,2. Tiene 1,809 km de diámetro y su albedo se estima en 0,163. Está asignado al tipo espectral S según la clasificación SMASSII.